# Collégiale Saint-Martin de Bollène
Pour les articles homonymes, voir collégiale Saint-Martin.
La Collégiale Saint-Martin de Bollène est une ancienne collégiale datant du XIIe siècle, elle est actuellement restaurée par la ville de Bollène. À ne pas confondre, dans la même ville avec l'Église Saint-Martin de Bollène.

## Histoire de l'édifice
La ville de Bollène, dont l'existence est attestée dès le Xe siècle (diplôme de Conrad le Pacifique, Roi de Bourgogne et de Provence daté de 971), se développe autour de la colline du Puy, sur laquelle est édifié un prieuré, nommé sous le vocable de Saint-Antoine, dépendant de l'abbaye de l'Ile-Barbe. L'église du prieuré est consacrée entre 1112 et 1119 par Hugues de Bourgogne, archevêque de Vienne et légat pontifical, sous le vocable du Saint-Sauveur, de la Bienheureuse Vierge Marie et de Saint-Martin. Seule l'appellation de Saint-Martin reste en usage.
Le prieuré est annexé en 1427 par le Collège Saint-Nicolas d'Annecy.
En 1505, le sculpteur Nicolas de Ventuéjous réalise un portail pour remplacer celui existant au midi de l'église. En 1515, la sacristie voûtée est édifiée à l'emplacement actuel. En 1526, la confrérie de Saint-Crépin fait construire une chapelle contiguë à celle de la Vierge.
En 1562, les protestants du Baron des Adrets prennent Bollène, et mettent le feu à l'église après avoir précipité les chanoines du haut de la tour Saint Antoine. Les catholiques reprennent Bollène l’année suivante. Un rapport d'expert datant de 1569 liste l'ampleur des réparations à faire. Un bref du Pape du 24 octobre 1579 ordonne la reconstruction de l'église. Cependant, par mesure d'économie, la ville décide de renoncer à faire des voûtes. Pendant ces travaux de reconstruction, Bertrand de Roquard, chevalier du roi, construit une chapelle côté nord, près du chœur.
En 1584, les travaux sont achevés car la ville met en vente les matériaux non utilisés et en 1585, le grand vicaire de Saint-Paul permet l'emploi des pierres non utilisées afin de réparer la chapelle Notre Dame du Pont. En 1596/97, Jean de l'Hôtel, évêque de Viviers, construit la chapelle au sud du chœur. Elle est démolie en 1948.
En 1601, est édifiée la chapelle du Rosaire par la confrérie du Chapelet et en 1602, Paul de Rippert construit une chapelle côté nord-ouest.
En 1618, le clocher est modifié pour lui donner sa forme actuelle. En 1640, le Conseil de Communauté confie à Philippe Mézangeau, sculpteur bollénois, la confection d'un tabernacle au grand autel de l'église. Il est détruit en 1654 par un incendie. En 1655, un nouveau tabernacle est commandé au sculpteur Mézangeau, il est doré en 1668 par le sieur Carraffa.
Les cloches sont datées de 1584  et de 1691. 
En 1727, le prieuré est sécularisé et l’église du Puy est érigée en Collégiale desservie par un chapitre de chanoines qui subsiste jusqu’à la Révolution.

### L’édifice actuel
Le 14 avril 1909, la Collégiale Saint-Martin est classée aux Monuments historiques. Entre 1948 et 1950, commencent les premières restaurations avec la remise en état des absidioles du chœur.
En 2009, la ville de Bollène restaure en conservation la sacristie.
De 2010 à 2014, l'extérieur et l'intérieur de l'édifice ont été restaurés.